# Brevianta tolmides
Brevianta tolmides is een vlinder uit de familie van de Lycaenidae. De wetenschappelijke naam van de soort werd als Pseudolycaena tolmides in 1865 gepubliceerd door Felder & Felder.